# Ольсина, Даниэль
Даниэль Ольсина Ольсина (исп. Daniel Olcina Olcina или Дани Ольсина (исп. Dani Olcina); род. 25 января 1989, Альбайда) — испанский футболист, нападающий.

## Клубная карьера
Воспитанник «Валенсии», дебютировал за этот клуб 27 августа 2009 года в матче Лиги Европы против норвежского «Стабека», выйдя на замену вместо Хуана Маты. Позже играл за клубы Сегунды-B («Алькояно» и «Олимпик» Хатива) и Терсеры («Муро»). C «Алькояно» пробился в Сегунду.

### Торпедо-БелАЗ
В июле 2013 года в качестве свободного агента подписал контракт с жодинским «Торпедо», но быстро получил травму. В сентябре того же года, восстановившись от травмы, сумел закрепиться в основном составе «автозаводцев». Играл под номером 25.
В начале сезона 2014 был основным игроком «жодинцев», выступал на позиции центрального полузащитника, но в апреле 2014 года получил травму и больше на поле не появлялся. В июне того же года контракт с «Торпедо-БелАЗ» был разорван.
Ольсина вернулся в Испанию, в клуб Терсеры «Бениганим». В составе «Бениганима» Дани сыграл 28 матчей (из них 27 — в стартовом составе) и забил 8 голов, проведя на поле 2294 минуты. Летом 2015 года тренировался с клубом Второго дивизиона Кипра «Отеллос», но перешёл в «Онтеньенте», куда его взял с собой тренер Мигель Анхель Мульор вместе с другими игроками (Висентом Дольсом, Исааком и Виктором Фуэнтесом).